# 牛力丕
牛力丕（？—）籍贯不详，保钓运动人士。

## 生平
牛力丕毕业于北京航空航天大学，获博士学位。毕业后在中国传媒大学信息工程学院任教。
在牛力丕于北京航空航天大学就读博士研究生期间，2003年5月19日，冯锦华、张立昆、李南、牛力丕、周文博5人在网上发出《中国保钓行动登岛志愿者召集正式开始》的公告，征集志愿者出海保钓。接受报名的网站还明示：“本次保钓行动召集的志愿者在本次活动结束后自行解散；所有保钓志愿者的资料都将自愿接受相关部门检查。”冯锦华的实名求援信在爱盟网的点击率极高，捐款者超过一千人。牛力丕在此次行动中负责财务，每天去银行查对账目并在网上公布。2003年6月22日晨，载有15位中国内地及香港保钓人士的“浙玉渔1980”号渔船自浙江省玉环县黄门港启程开赴钓鱼岛。6月23日，在日本海上保安厅8艘军舰和多架飞机的包围下，该渔船未能驶抵钓鱼岛，被迫返航，6月24日回到玉环县码头。